# Wieprzczanka
Wieprzczanka (Wieprzec, Wieprzowski Potok) – potok, prawy dopływ Skawy o długości 8,31 km i powierzchni zlewni 18,62 km².
Źródła potoku znajdują się na wysokości 780 m na południowych stokach Koskowej Góry w miejscowości Bogdanówka. Spływa w kierunku południowym przez miejscowości Żarnówka, Wieprzec i Kojszówka. W dolnym biegu stanowi granicę administracyjną pomiędzy gminą Maków Podhalański a gminą Jordanów. Uchodzi do Skawy na wysokości około 400 m.